# Kabriolet
Kabriolet je bilo koji osobni automobil s metalnim ili platnenim krovom, kojeg je po potrebi moguće električnim ili ručnim putem sklopiti iza putničke kabine ili u prtljažnik. 
Međutim, za neke vrste kabrioleta često se koriste i zasebni nazivi, pa se tako sportski kabriolet s dva sjedala naziva roadster, spider ili spyder. Moderni kabriolet s dvodijelnim električno sklopivim metalnim krovom naziva se i coupé-cabriolet ili skraćeno CC, jer s podignutim krovom ima oblik coupéa.
Postoji i vrsta polukabrioleta pod nazivom targa, a radi se o sportskom coupéu s dva sjedala i jednodijelnim metalnim krovom, kojeg je po potrebi moguće maknuti ručnim putem. Kao primjer targe može se navesti Chevrolet Corvette u coupé inačici.